# Bulbophyllum lissoglossum
Bulbophyllum lissoglossum là một loài phong lan thuộc chi Bulbophyllum.